# Стойностен център
Стойностни центрове са звена, които добавят към стойността на организацията, но само непряко добавят към дохода на компанията. Типични примери включват Изследване и Разработка, Маркетинг и Обслужване на клиенти.
Компаниите могат да изберат да определят бизнес единици като стойностни центрове, доходни центрове или инвестиционни центрове. Има някои значителни преимущества в определянето на прости, еднозначни звена като стойностни центрове, доколкото стойността е лесна за измерване. От друга страна, стойностните центрове подтикват управителите да недофинансират техните звена, за да се облагодетелстват, а това недофинансиране може да доведе до вредни последствия за компанията като цяло (намалени продажби, заради лошо обслужване на клиенти, например).
Понеже стойностният център има негативно влияние на дохода (поне на пръв поглед), той е типична мишена за намаляване на финансирането и уволнения, когато бюджетите се свиват. Оперативните решения в центъра за контакти, например, често се обуславят от ценовите аргументи. Финансовите инвестиции в ново оборудване, технология и персонал са често трудни за доказване пред управлението, защото непряката доходност е трудна да се преведе в числата под линия.
Бизнес мерките са понякога впрегнати да дадат количествено изражение на ползите от стойностните центрове и да отнесат доходите и ползите към тези на организацията като цяло. В център за контакти, например, мерките като средно време за обработка, ниво на обслужване и стойност на обаждане се използват заедно с други сметки, за да оправдаят текущо или увеличено финансиране.
Виж също: Доходен център, Инвестиционен център